# ヤン・クラタ

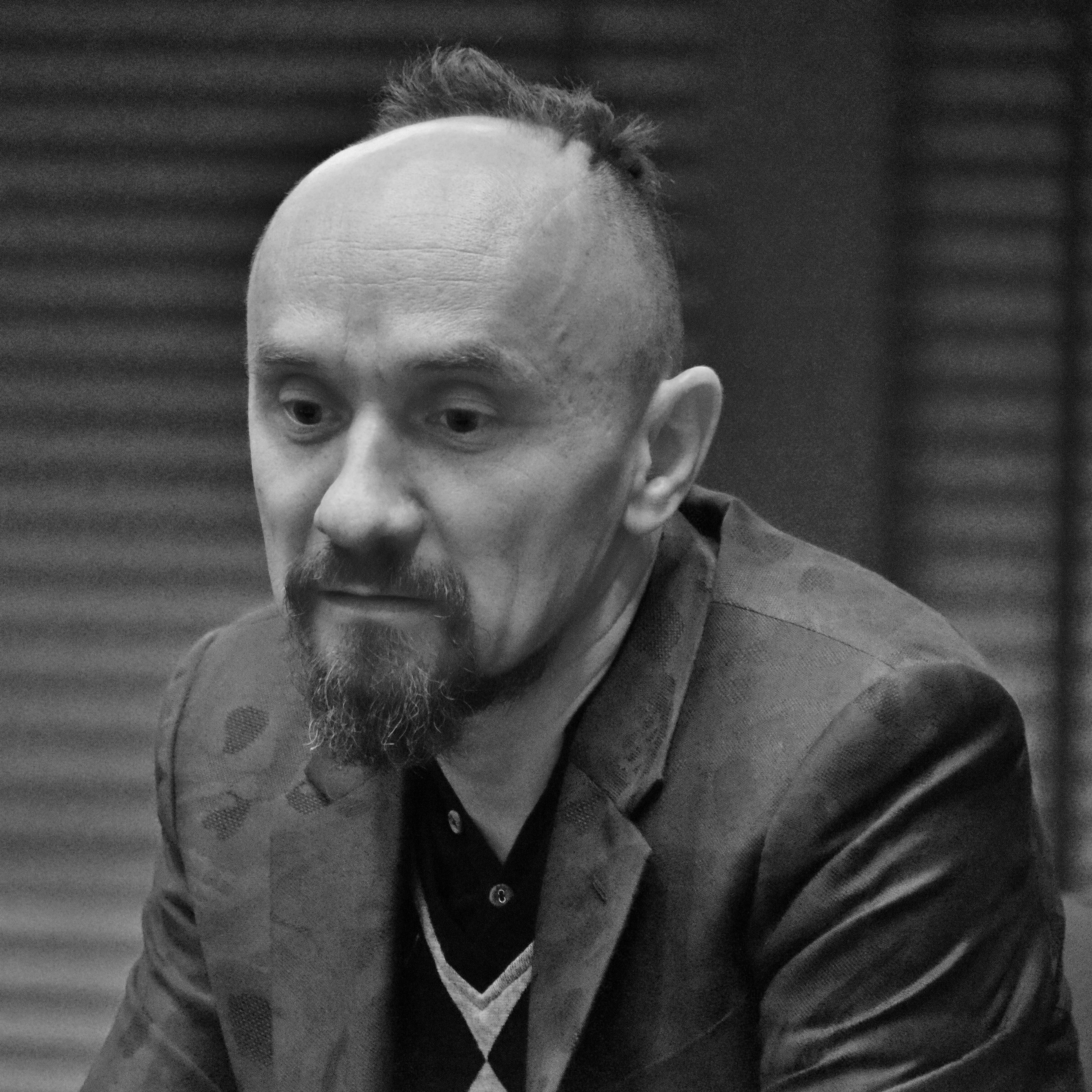
ヤン・クラタ

ヤン・クラタ（ポーランド語Jan Klata、1973年 - ）は、ワルシャワ（ポーランド）生まれの演出家、劇作家。2013年、クラクフ国立劇場の芸術監督に就任。

## 略歴
ワルシャワの国立演劇学校、クラクフ大学演劇科で学び、クリスチャン・ルパらに師事。自作『グレープフルーツ・スマイル』の他、『検察官』、『時計じかけのオレンジ』『ハムレットのH』、『リチャード3世』などの演出で頭角を現す。2005年にはワルシャワで「クラタ・フェスティヴァル」も開催された。